# Tot va bé
Tot va bé (títol original en francès:Tout va bien) és una pel·lícula francesa de Jean-Luc Godard, estrenada el 1972, que explica una vaga en una fàbrica, amb piquets i segrest de l'amo. Ha estat doblada al català.

## Argument
La pel·lícula comença amb una breu presentació del que es necessita per produir una pel·lícula: una mà que signi els xecs per a pagar els mitjans, els actors, el guió, etc; a continuació es presenten els personatges principals, una parella en crisi d'identitat: ell, el director no creu que hagi d'haver un més gran compromís polític, ni com a persona o com a artista, tira d'un treball de publicitat de dubtosa qualitat; ella, Suzanne Dewaere, arriba a París com a corresponsal de l'emissora nord-americana a l'època del Maig del 1968, i es queda a França com a periodista, i escriu un reportatge sense compromís polític.
Els dos es troben malgrat un conflicte sindical; junts a la fàbrica d'aliments "Salumi" es tanquen a l'oficina amb el director, que havien d'entrevistar, l'italià Marc Guidotti, segrestat per alguns treballadors descontents. El director li diu al periodista, dirigint-se a la càmera, el seu punt de vista sobre la millora de les condicions de treball i els salaris deguts al progrés tècnic i social.
Els militants del sindicat UGT s'oposen a l'acció de força dels treballadors. Un cop més el delegat sindical parla directament a l'espectador, mirant a la càmera, per afirmar que les accions de les forces d'una minoria de treballadors extremistes són contraproduents per a la disputa. Tracten de fer sortir dels periodistes de l'habitació, però Guidotti intenta escapar, llavors els treballadors els tornen a tancar de nou.
Durant la nit, Suzanne tracta d'escoltar la història de les treballadores, que a més de patir l'explotació del cap, també pateixen les provocacions de col·legues i supervisors.
Toca als  esquerranosos que han segrestat al director explicar-ho a la càmera, i són històries de l'explotació i baixos salaris. Finalment els ostatges són alliberats, els treballadors demanen disculpes a Suzanne i el seu marit, que accepten parlar amb ells. Per entendre el que significa treballar en una fàbrica, proven de fer salami amb ells.
Tothom torna al seu treball. L'article que Suzanne escriu sobre l'ocupació és rebutjat pels editors. Ell torna als seus anuncis, però també comença a reflexionar sobre tot el que ha succeït a partir dels anys 1960, i posa en dubte el seu feble compromís polític. També tenen problemes de parella.

## Repartiment
- Ella, Suzanne: Jane Fonda
- Ell: Yves Montand
- L'amo: Vittorio Caprioli
- La dona d'esquerres: Anne Wiazemsky
- Ell mateix: Eric Charden
- Elizabeth Chauvin
- Castel Casti

## Premis i nominacions

### Premis
- Premi Interfilm al Festival Internacional de Cinema de Berlín 1973 per Jean-Luc Godard i Jean-Pierre Gorin